# Elección municipal de San Salvador de 2006
La elección municipal de San Salvador de 2006 se llevó a cabo el día domingo 12 de marzo de 2006, en ella se eligió el alcalde de San Salvador para el período 2006 - 2009. El resultado final fue la victoria para Violeta Menjívar del partido FMLN, luego de derrotar en las urnas al candidato de ARENA, Rodrigo Samayoa.